# Françoise Gri
Françoise Gri, née le 21 décembre 1957 à Agen (en Lot-et-Garonne), est une personnalité française du monde des affaires, anciennement présidente-directrice générale de Manpower branche France et Europe du Sud, elle a occupé le poste de directrice générale du groupe Pierre & Vacances-Center Parcs de janvier 2013 à octobre 2014.

## Biographie

### Carrière professionnelle
Lycéenne à Montélimar, elle déménage à Marseille en 1975 pour suivre une scolarité au lycée Thiers. Elles ne sont que six filles dans sa classe préparatoire. Françoise Gri est ensuite admise à l'École nationale supérieure d'informatique et de mathématiques appliquées de Grenoble (ENSIMAG). Elle effectue l’essentiel de sa carrière au sein du groupe IBM. Elle entre chez IBM France en 1981 en qualité d’ingénieur commercial, puis occupe plusieurs postes de management commercial. En 1996, elle dirige la division Marketing et Ventes e-business solutions de IBM EMEA (Europe, Middle East, Africa) avant d’en assurer, en 2000, la direction des opérations commerciales.
Succédant à Cathy Kopp en 2001, elle devient présidente-directrice générale d'IBM France, poste qu'elle occupe jusqu'en 2007 avant d'être nommée présidente de Manpower France.
En janvier 2011, elle devient présidente de la zone Europe du Sud de Manpower (ManpowerGroup Europe du Sud) - qui comprend l’Espagne, le Portugal, l’Italie, la Grèce, la Turquie et Israël – tout en conservant ses fonctions de présidente de Manpower France (aujourd'hui ManpowerGroup France).
Le 2 janvier 2013, Françoise Gri intègre le groupe Pierre & Vacances-Center Parcs et en devient la directrice générale jusqu'au 21 octobre 2014.
Françoise Gri exerce également les fonctions suivantes :
- membre du Conseil d’administration d’Edenred (ex-Accor Services) depuis juin 2010 ;
- membre du Conseil d'administration du Crédit Agricole depuis mai 2012[4] ;
- membre du Conseil d'administration de l'Institut Français du Tourisme depuis mai 2013 ;
- présidente du groupe INSEEC U depuis janvier 2020[5].

### Autres
Elle est membre du comité d’éthique et du comité emploi du MEDEF. 
En 2012, et pour la 9e année consécutive, Françoise Gri figure parmi les 50 femmes d’affaires les plus influentes au monde du classement réalisé et publié chaque année par le magazine américain Fortune (« The Global Power 50 »). Elle est l’une des six femmes d’affaires françaises présentes dans l’édition 2012 de ce classement international.

## Ouvrages
Françoise Gri est l’auteur de l’ouvrage Plaidoyer pour un Emploi responsable, paru aux éditions Stock, en juin 2010. 
Plus récemment, en sa qualité de membre d’un Collectif de 10 chefs d’entreprise ayant pour objectif de « repenser l’entreprise » en cette période de crise, Françoise Gri a apporté sa contribution à l’ouvrage Empreintes sociales. En finir avec le court terme (éditions Odile Jacob, mai 2011) de ce collectif. 
En septembre 2012, Françoise Gri signe un nouvel ouvrage intitulé Women Power, Femme et Patron, paru aux Editions du Rocher, dans lequel elle raconte son histoire, décrit son parcours professionnel et livre des conseils tirés de sa propre expérience à toutes les femmes désireuses de progresser dans le monde de l’entreprise.

## Décorations
- Officier de l'ordre national du Mérite Elle est promue officier par décret du 2 mai 2012 [6]. Elle était chevalier du 13 mars 2003.
- Chevalier de la Légion d'honneur Elle a été nommée chevalier par décret du 30 janvier 2008 [7].